# Melanoplus lilianae
Melanoplus lilianae är en insektsart som beskrevs av Otte, D. 2002. Melanoplus lilianae ingår i släktet Melanoplus och familjen gräshoppor. Inga underarter finns listade i Catalogue of Life.